# Spaansweerd
Spaansweerd, ook bekend als Oud Spaansweerd, was een kasteel in het Nederlandse dorp Steenderen, provincie Gelderland. De huidige bebouwing kan worden beschouwd als een voortzetting van het middeleeuwse kasteel en staat bekend onder de naam Spijker.

## Geschiedenis
De oudste vermelding dateert uit 1326: het leenaktenboek van Gelre noemt Jan Spaen als de eigenaar van kasteel Spaensweert. De goederen lagen aan beide zijden van de IJssel, dus zowel in Steenderen als in Brummen. Hij liet het goed na aan zijn zoon Willem. Toen Willem in 1400 overleed, kwam Spaansweerd terecht bij zijn dochter Aleid. Omdat zij getrouwd was met Godert Cloeck, kwam het kasteel in handen van de familie Cloeck. Aleid stierf in 1415, waarna haar zoon Rijcquin Cloeck met het kasteel werd beleend.
Het goed raakte eind 16e eeuw verdeeld toen de bezittingen aan de overzijde van de IJssel in leen werden uitgegeven aan Johan van Golstein. Dit deel werd ‘de halve Spaensweerd’ genoemd en zou in de 17e eeuw een buitenplaats krijgen, dat eveneens de naam Spaensweerd kreeg.

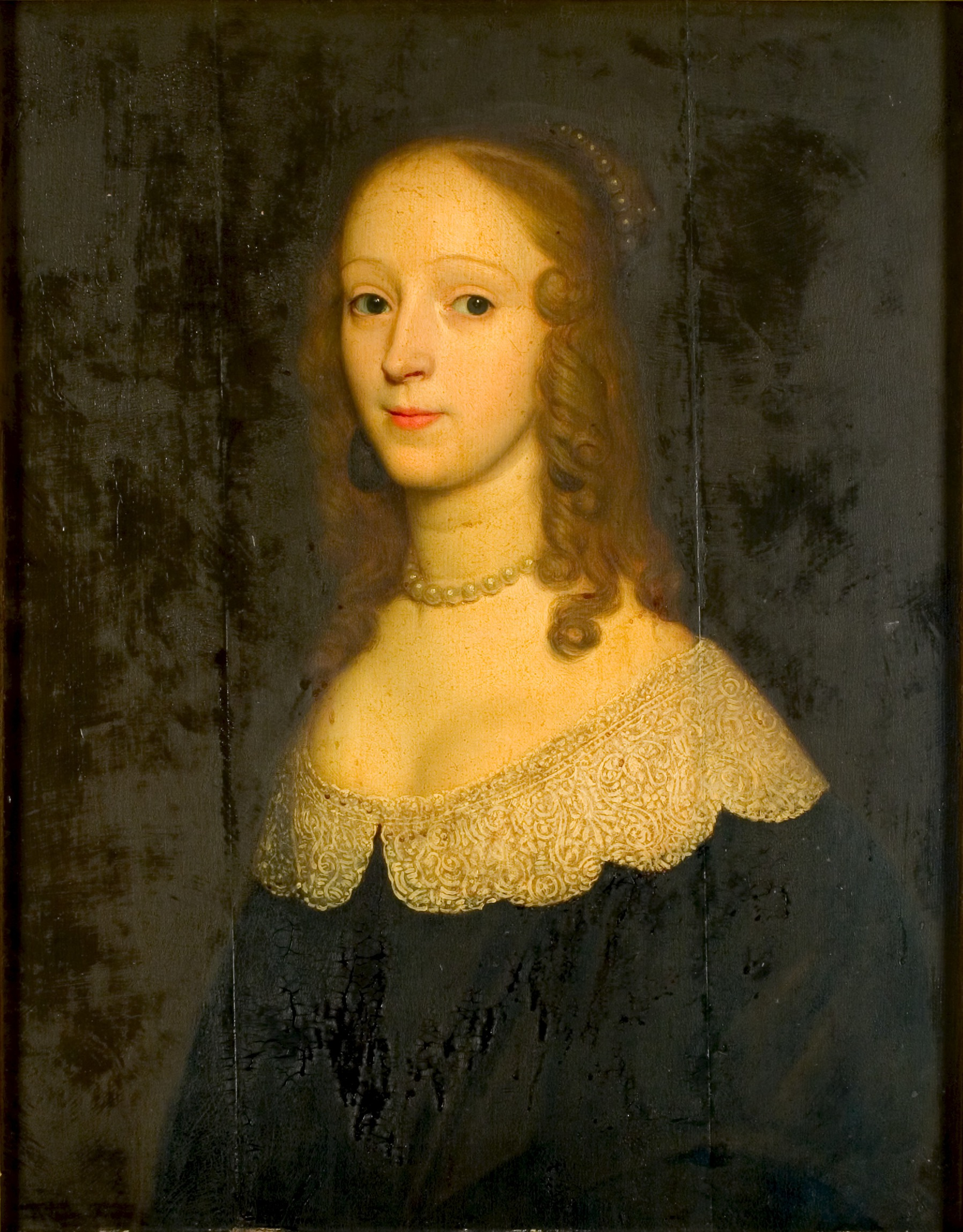
Helena Cloeck

In 1612 droeg Hendrik Cloeck het kasteel over aan zijn dochter Helena. Zij trouwde in 1615 met Herman van Heuckelom. Nadat hun zoon Hendrik in 1653 was overleden, droeg Helena het goed op aan haar zoon uit haar tweede huwelijk, Ernst Valentijn von Löben. De laatste eigenaar uit deze familie was Constant Maurits Ernst von Löben Sels. Hij liet de goederen in 1893 veilen, waarbij het huis in bezit kwam van de familie Kemmelink. Deze familie woonde overigens al 150 jaar op het landgoed als pachters.
In de Tweede Wereldoorlog werd Spaansweerd beschadigd.

## Beschrijving
Het kasteelterrein bestaat anno 2022 uit een boerderij en een vierkant huis dat als Spijker wordt aangeduid. Rondom het Spijker liggen nog de restanten van grachten.
Het is niet duidelijk waar het kasteel precies heeft gestaan en hoe het er heeft uitgezien. Het kan op de plek hebben gestaan van de huidige boerderij, die is gebouwd nadat de voorganger uit 1840 was verwoest tijdens de Tweede Wereldoorlog. Overigens kende de boerderij uit 1840 ook weer een oudere voorganger. Het is echter ook aannemelijk dat het Spijker een overblijfsel is van het  oorspronkelijke kasteel. Deze Spijker is vermoedelijk afkomstig uit de 16e of 17e eeuw en bevat mogelijk nog middeleeuwse bouwresten. Het gebouwtje kan bedoeld zijn als zogenaamde herenkamer, oftewel de verblijfplaats voor de landgoedeigenaren als ze op bezoek waren. Het Spijker leed eveneens schade tijdens de Tweede Wereldoorlog en werd in 1946 verbouwd. Sinds 1966 is het een rijksmonument.
Aalst · Aardenburg · Acquoy · Aerdt · Agistaldaburg · Ahof · Aldenhaag · Aller · Ambe · Ammersoyen · Ampsen · Andelst · Angeroyen · Appelburg · Appelse walburg · Appeltern · Arler · Baak · Babberich · Baer · Baerle · Bakerbosch · Balgoij · Barlham · Batenburg · Beek · Beerenclaauw · Bemmel · Bevervoorde · Bergh · Biljoen · Bingerden · Blankenborg (Laren) · Blankenborg · Blauwe Huis · Blokhuis (Ravenswaaij) · Boelenham · Boetselaersborg · Borculo · Boswaai · Brakel · Den Brakel · Den Bramel · Bredevoort · Broekhuizen · Bronkhorst · Bruchem · Bruinhorst · Brunsberg · Bulkestein · Bunswaard · Burcht van Tiel · Buren · De Buurse · Byland · Byvanck · Caetshage · Camphuysen · De Cannenburch · de Cloese · Coldenhove · Culemborg · Dedinckweerd · Delwijnen · Didam · Diepenbroek · Hof te Dieren · Huis Dijck · Dikke Tinne · Doddendaal · Dodewaard · Doornenburg · Doornik · Doorwerth · Dooyenburg · Dorth · Doseburg · Drakenburg · Dreumel · Druten · Duivelshuis · Eerbeek · De Ehze · Elburg · Eldrik · Emmerik · Engelenburg · Groot Engelenburg · Engelrode · Enghuizen · Enspijk · De Essenburgh · Essenpas · Est · Fokkinck · Gameren · Geerestein · Geldermalsen · De Gelderse Toren · Geldersweerd · Gellicum · Gendt · Gennepestein · Glindhorst · Goudenstein · ‘s-Grevenhoef · Groot Hell · Groenlo · Groesbeek · Huis te Groesbeek · Grunsfoort · Gulden Spijker · Hackfort · Hackforts Veenhuis · Hagen · Hagevoort · Hamerden · Hanepol · Harreveld · Harslo · Hassink · Het Haveke · Hedel · Heeckeren · De Heegh · Hees · De Heest · Hellouw · Hemmen · Hernen · Motte van Hernen · Heumen · Heusden · Hoekelum · Hoekenburg · De Hoeve · De Hof · Hof d'Ooy · Hof van Arkel · Huis het Holt · Holthuis · Het Holtslag · Ter Horst · Houberg · St. Hubertus · Huissen · Hulhuizen · Hulkestein · Hulsen · Hunneschans bij De Duno · Hunneschans bij Uddel · Jonker Bloo · 't Joppe · De Kamp · Karssenberg · Kemnade · Keppel · Kermestein · Kernhem · Kervel · Kiefskamp · De Kinkelenburg · Klein Enghuizen · Kleverburg · Kortenhoeve · Laag Helbergen · Lakenburg · Landfort · Langen · Latenstein · De Lathmer · Lathum · Ter Lede · Leegpoel · Leemcuyl · Leeuwen · Leeuwenbergh · Lensenburg · Lent · Leur · Leuvenum · Leyenburg · Lichtenvoorde · Lievenstein · Loenen · Loevestein · Loil · Loowaard · Luynhorst · Hof te Maasbommel · Magerhorst · Malburgen · Malderburcht · Malsen · Manhorst · Marhulsen · De Marsch · Marveld · Mathena · Maurik · Medel · Medestein · 't Medler · Meinerswijk · De Mellard · Mensink · Mergelp · Meteren · 't Meyerink · Middachten · Millingen · Mussenberg · Nagelhorst · Nederhagen · Nederhemert · Neerijnen · Huis Neerijnen · De Nesch · Nettelhorst · Nieuwe Blokhuis ·  Nijburg · Nijenbeek · Old Putten · Notenstein · Nye Huis · Olde Spijker · Oldenaller · Oldenhof (Driel) · Oldenhof (Heteren) · De Ooij · Oolde · Oud Oolde · Oosterhout · Ophemert · Opijnen · Oud Ampsen · Oude Blokhuis · Het Oude Loo · Oude Voorst · Oudenborch · Oud-Wisch · Huis te Overasselt · Overeng · Overhagen · Overlaar · 't Oye · Palmestein · De Parck · Persingen · Plekenpol · Ploen · Pluimenburg · Poederoijen · Poelwijck · Poelwijk · De Pol (Dreumel) · Huis de Poll (Huis te Gietelo) · De Poll (Huissen) · Pollenbering · Pollenstein · Puttenstein · Het Raasink · Ravenhorst · De Rees · Ressen · Reuversweerd · Reygersfoort · Rhijnestein · Huis Rijswijk · Rode Toren · Roode Wald · Rosande · Rosendael · Rossum · Rumpt · Ruurlo · Rijsselt · Schadewijk · Schaffelaar · Scherpenzeel · Schoonbroek · Schoonderbeek · Schoonenburg · Schuilenburg · Schuilkerke · Hof te Seelbeek · Sevenaer I · Sevenaer II · Sinderen (Oude IJsselstreek) · Sinderen (Voorst) · Slangenburg · Sleeburg · Slimsijp · De Snor · Soelen · Spaansweerd · Spaldorp · Spijk · Staverden · Sterkenburg · Swanepol · Tarthorst · Teisterbant (Kerk-Avezaath) · Teisterbant (Kerkdriel) · Ter Dicke · Tolhuis · Tolhuis (Tiel) · Tollenburg · Tongerlo · Toren van Wely · Tuil · Ubbergen · Uilenburg (Ewijk) · Uilenburg (Heteren) · Ulenpas · Ulft · Upladen · Valburg · Valkhofburcht · Valkhofpalts · Vanenburg · Varik · Hof te Varsseveld · 't Velde · Velhorst · Verwolde · Vierakker · De Voorst · Voorstonden · Vorden · Vosbergen · Vredenburg · Vredestein (Driel) · Vredestein (Ravenswaaij) · Vuren · Waardenburg · Waddestein · Wadenoijen · Waede · Wageningen · Walfort · 't Waliën · De Wardt · Watergoor · Watermeerwijk · Wayenstein (Huis te Herwijnen) · Well (Huis van Malsen) · Weijenrade · Westenburg · Westerholt · Weurt · De Wiersse · Wijenburg (Echteld) · De Wildenborch · De Wildt · Wilp · Wilperhorst · Winssen · Wisch · Wychen · Wolfswaard · Woolbeek · Yrst · IJzendoorn · Zeeland · Zilveren Spijker · Zuilichem · Zwaluwenburg · Zwanenburg (Heerde) · Zwanenburg (Megchelen)